# Ethische Richtlinien für Museen
Die Ethische Richtlinien für Museen des International Council of Museums beziehungsweise englisch ICOM Code of Ethics for Museums, bilden eine Grundlage der professionellen Arbeit von Museen und Museumsfachleuten.
Der erste vollständige Fassung wurde am 4. November 1986 in Buenos Aires durch die 15. ICOM-Generalversammlung einstimmig angenommen, am 6. Juli 2001 auf der 20. ICOM-Generalversammlung in Barcelona ergänzt und am 8. Oktober 2004 auf der 21. ICOM-Generalversammlung in Seoul revidiert.
Im Jahr 2010 hat ICOM Deutschland gemeinsam mit ICOM Schweiz und ICOM Österreich eine autorisierte deutsche Übersetzung herausgeben.